# La donna dell'isola
La donna dell’isola è un film del 1989 diretto da Lawrence Webber (alias Lorenzo Onorati).

## Trama
Miriam Rossi arriva in un piccolo villaggio per prendere possesso di un albergo ben posizionato che ha ereditato dal nonno. Viene accolta sgarbatamente dal sindaco, che controlla tutti e possiede l'unica altra locanda per i turisti portati sull'isola da un moderno incrociatore. Miriam usa il suo fascino femminile per coinvolgere la moglie del sindaco come sua domestica principale e per annullare altri attacchi contro di lei mentre apre l'hotel. In seguito, arriva sull'isola Carmina Carlotto pronta a comprare tutto, e tutti avevano bisogno di un importante piano di sviluppo che però avrebbe distrutto metà delle antiche case e il fascino del luogo.